# Травничка област
Травничка област је била једна од 33 области Краљевинe СХС. Налазила се на подручју данашње Босне и Херцеговине. Седиште јој је било у Травнику. Настала је 1922. када је Краљевина СХС подељена на области, постојала је до 1929. године, када је укинута. Делови њеног подручје су укључени у састав Врбаске, Дринске и Приморске бановине.
Административна подела
Област је садржавала срезове:
- Бугојански
- Варцарвакуфски (!)
- Гламочки
- Дувњански
- Жепчански
- Зенички
- Јајачки
- Ливњански
- Прозорски
- Травнички